# Rudolf Slánský mladší
Rudolf Slánský mladší (6. února 1935 Praha – 17. dubna 2006) byl český politický aktivista, disident, signatář Charty 77 a po sametové revoluci československý, později český diplomat.

## Život
Narodil se jako syn generálního tajemníka KSČ Rudolfa Slánského popraveného během tzv. procesu se Slánským.
V 60. letech 20. století byl členem KSČ, po roce 1969 byl vyloučen. Poté až do pádu komunistického režimu se aktivně podílel na práci v disentu.
V letech 1990–1996 působil jako český velvyslanec v Rusku. V té době se mj. podílel na zrušení Varšavské smlouvy. Mezi lety 1997 až 2004 pracoval jako velvyslanec na Slovensku.
Byl ženatý a měl dva nevlastní syny. Zemřel 17. dubna 2006 ve věku 71 let a byl pohřben na hřbitově Malvazinky. V roce 2024 byl rehabilitován v případu několikadenního pobytu ve vazbě.